# Animotion
Animotion es una banda estadounidense de synth pop proveniente de Los Ángeles, California, reconocidos por las canciones "Obsession", "Let Him Go", "I Engineer" y "Room to Move". La banda se formó en 1983 por músicos de la agrupación Red Zone. Firmaron un contrato con Polygram Records en 1984 y grabaron tres álbumes de estudio.

## Discografía

### Estudio
| Año                                               | Detalles                                                              | Posición en las listas | Posición en las listas |
| Año                                               | Detalles                                                              | Estados Unidos         | Suiza                  |
| ------------------------------------------------- | --------------------------------------------------------------------- | ---------------------- | ---------------------- |
| 1984                                              | Animotion - Lanzamiento: 1984 - Sello: Mercury Records                | 28                     | —                      |
| 1986                                              | Strange Behavior - Lanzamiento: 1986 - Sello: Casablanca Records      | 71                     | 21                     |
| 1989                                              | Animotion (Room to Move) - Lanzamiento: 1989 - Sello: Polydor Records | 110                    | —                      |
| "—" denota que no ingresó en las listas de éxitos |                                                                       |                        |                        |